# Євдокимов Віталій Олександрович
Віталій Олександрович Євдокимов (рос. Виталий Александрович Евдокимов; 11 березня 1980, смт. Підгорний, СРСР) — російський хокеїст, воротар. Виступає за «Зауралля» (Курган) у Вищій хокейній лізі. 
Вихованець хокейної щколи «Сокіл» (Красноярськ). Виступав за «Енергія» (Кемерово), «Амур» (Хабаровськ), «Сибір» (Новосибірськ), «Атлант» (Митищі), «Торпедо» (Нижній Новгород), «Югра» (Ханти-Мансійськ), «Молот-Прикам'я» (Перм).